# 마쓰다이라 노부나오 (오코치 마쓰다이라가)
마쓰다이라 노부나오(일본어: 松平信復, 1719년 5월 22일 ~ 1768년 10월 29일)는 에도 시대 중기의 다이묘이다. 도토미 하마마쓰번 제2대 번주, 미카와 요시다 번(재봉) 초대 번주를 지냈다. 마쓰다이라 이즈노카미계 오코치 마쓰다이라가(松平伊豆守系大河内松平家) 제5대 당주.
미카와 요시다 번주 마쓰다이라 노부토키의 장남으로 태어났다.
| 전임 마쓰다이라 노부토키 | 제5대 마쓰다이라 이즈노카미계 1744년 ~ 1768년 | 후임 마쓰다이라 노부우야 |

| 전임 마쓰다이라 노부토키 | 제2대 하마마쓰번 번주 (오코치 마쓰다이라가) 1744년 ~ 1752년 | 후임 마쓰다이라 스케쿠니 |

| 전임 마쓰다이라 스케쿠니 | 제1대 미카와 요시다 번 번주 (오코치 마쓰다이라가, 재봉) 1752년 ~ 1768년 | 후임 마쓰다이라 노부우야 |